# KS Sopoti Librazhd
Le KS Sopoti Librazhd est un club albanais de football basé à Librazhd.

## Historique du club
- 1948 - fondation du club
- 1993 - 1re participation en Super League

## Anciens joueurs
- Engert Bakalli
- Alpin Gallo
- Argjent Halili
- Irakli Toci